# Praeactinocamax
Praeactinocamax plenus
Genre
Espèce
Classification phylogénétique
- mollusques
  - solénogastres
  - caudofovéates
  - eumollusques
    - polyplacophores
    - conchifères
      - monoplacophores
      - ganglioneures
        - viscéroconques
          - gastéropodes
          - céphalopodes

        - diasomes
          - bivalves
          - scaphopodes

Praeactinocamax plenus est un genre éteint de bélemnites,
mollusques céphalopodes marins aujourd'hui disparus. 
Une seule espèce est rattachée au genre : Praeactinocamax plenus.
Elle a été décrite par le zoologiste français Blainville en 1827 sous le nom de Belemnites plenus. Ses fossiles se rencontrent en Europe centrale (République tchèque, Allemagne, Lituanie) dans des sédiments datant du Crétacé supérieur (Cénomanien), soit il y a entre 100,5 ± 0,1 et 93,9 ± 0,2 Ma (millions d'années).